# 개울건강도서관
개울건강도서관은 서울특별시 양천구에 있는 도서관이다.

## 연혁
- 2009년 7월 20일 개울도서관 개관
- 2019년 7월 개울건강도서관으로 명칭 변경

## 시설 현황
- 1층 어린이자료실, 프로그램실, 사무실
- 2층 종합자료실, 프로그램실

## 이용 안내
이용 시간
- 월 ~ 금요일 09:00 ~ 22:00
- 토요일 09:00 ~ 18:00

휴관일
- 매주 일요일
- 법정 공휴일